# جون كامبل مريام
جون كامبل مريام (20 أكتوبر 1869 - 30 أكتوبر 1945) (بالإنجليزية: John Campbell Merriam)‏ كان عالم أحياء قديمة أميركي ومدرس وعالم حفظ حيوي. وهو من أوائل علماء الأحافير الفقارية على الساحل الغربي للولايات المتحدة واشتهر لتصنيفه الأحافير الفقارية في حفر قطران لابريا في لوس انجليس وخاصة جنس القط سيفي الأنياب. وهو معروف أيضا بعمله لتوسيع نطاق خدمة الحديقة الوطنية.